# Schoenobius pyraustalis
Schoenobius pyraustalis là một loài bướm đêm trong họ Crambidae.